# The Pirates of Penzance
The Pirates of Penzance, or The Slave of Duty (Os Piratas de Penzance, ou O Escravo do Poder - Brasil; O Rei dos Piratas - Portugal) é uma ópera cômica em dois atos, com música de Sir Arthur Sullivan e texto de W. S. Gilbert. Foi apresentado pela primeira vez no Teatro da Quinta Avenida em Nova York, em 31 de dezembro de 1879. A estreia europeia foi em 3 de abril de 1880 em Londres, onde foi executado 363 vezes. 